# ビュデ叢書

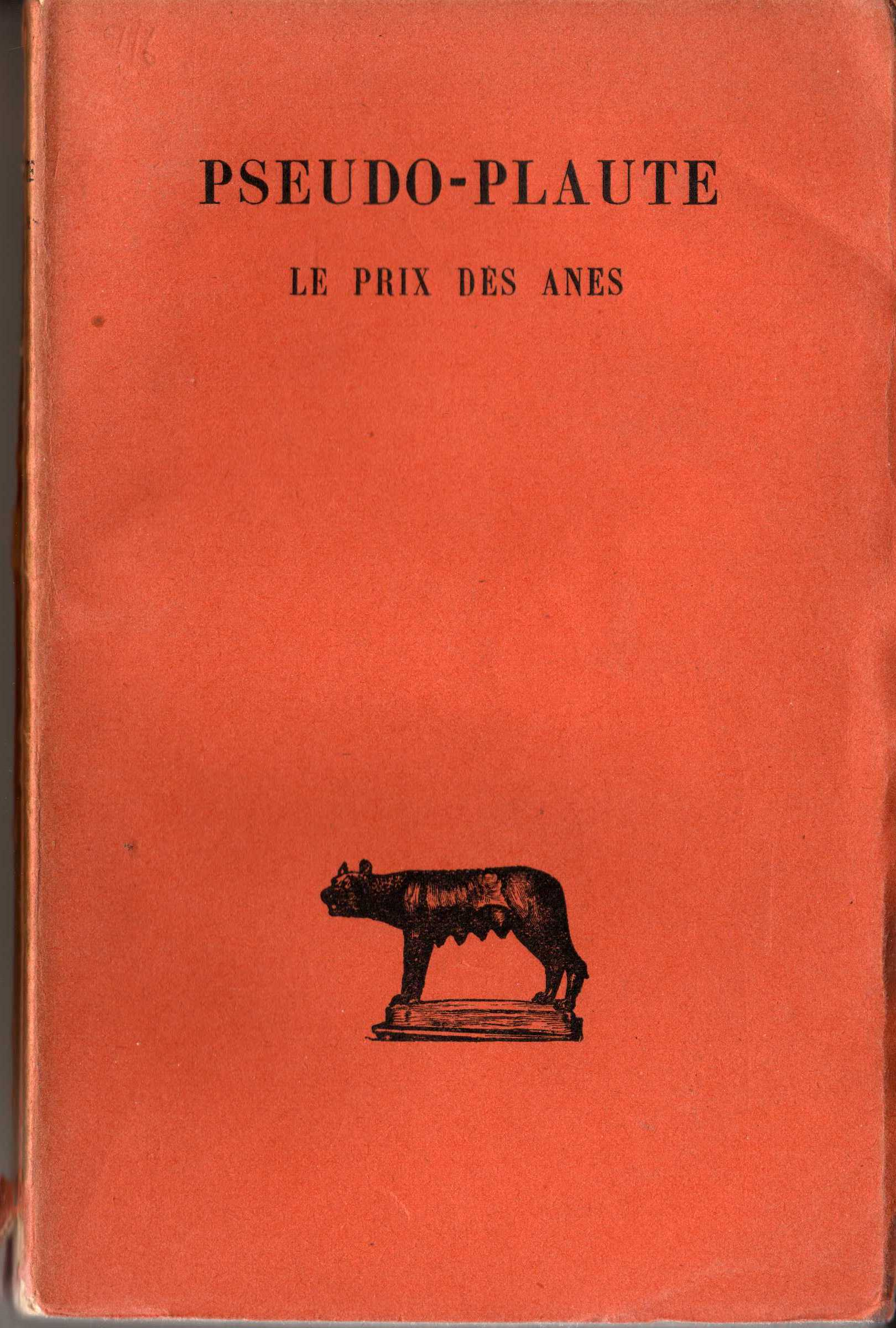
擬プラウトゥス『アスィナリア（ロバ物語）』

ビュデ叢書（仏: Collection Budé ビュデ古典双書、ビュデ版などとも）ことフランス大学叢書（仏: Collection des Universités de France）は、古代ギリシア語・ラテン語古典のフランス語対訳叢書。
出版社はBelles Lettres社で、1917年創設の学術団体ギヨーム・ビュデ協会が後援している。名前はルネサンス期フランスの古典学者ギヨーム・ビュデに由来する。
1920年創刊。21世紀現在でも基本的に毎年数冊刊行されており、総数は800冊を超える。叢書の1冊目はプラトン『小ヒッピアス』、ラテン語の1冊目はルクレティウス『事物の本性について』だった。対訳版のほかに、原文のみ、訳文のみの版も刊行されている。注釈を省いた普及版 Classiques en poche も刊行されている。
表紙は、ギリシア語は黄地にミネルヴァの梟、ラテン語は赤地にカピトリヌスの雌狼が描かれている。本の中身は、各頁見開き左側に訳文、右側に原文が載っている。序文・訳注・校注も添えられている。
西洋古典学における定本の一種として、ローブ叢書やOCT、トイブナー叢書とともに広く受容されている。日本語の西洋古典叢書などの底本にも使われている。校訂や訳文はローブより優れるとも言われる。教父の著作の量はSources Chrétiennesに劣る。